# Trygonoptera ovalis
Trygonoptera ovalis là một loài cá đuối trong họ Urolophidae, đặc hữu của các vùng nước nông ven bờ ngoài khơi tây nam Úc.